# Кардасіанці

Гал Дукат — один із головних героїв серіалу «Зоряний шлях: Глибокий космос 9».

Кардасіанці (англ. Cardassian) — вигадана інопланетна цивілізація гуманоїдів у всесвіті науково-фантастичної франшизи «Зоряний шлях». Цивілізація кардасіанців населяє Кардасіанську Імперію, центральною планетою якої є Кардасія Прайм — шоста планета кардасіанської планетної системи, яка розміщена в Альфа-квадранті.

## Фізіологія
Кардасіанці є теплокровними гуманоїдами, проте їх зовнішній вигляд суттєво відрізняється від землян, оскільки їх предками були плазуни. Кардасіанці мають сіру, із зеленим відтінком шкіру. Збоку на шиї, на грудях, лобі та над очима є кістяні гребені. Брови в кардасіанців відсутні, і тому із навислими над очницями кісткові дуги створюють враження, що кардасіанці дивляться на своїх співрозмовників спідлоба. Волосся в кардасіанців переважно пряме, від темно-коричневого до чорного кольору, осіб із світлим волоссям серед них немає, у старшому віці волосся кардасіанців сивіє. У центрі лоба кардасіанців розміщене заглиблення, яке нагадує краплю, подібне заглиблення розміщене також нижче яремної западини. За цю заглибину баджорці та представники інших рас, які погано відносяться до кардасіанців, називають їх «ложкоголовими». Найкомфортнішим середовищем для перебування кардасіанців є темне, спекотне і вологе приміщення, оптимальною температурою для них є 55° за Цельсієм, також кардасіанці люблять паритися в лазні. Кардасіанці є досить витривалою расою, добре переносять спеку, проте погано переносять холод. Кардасіанці мають гірший, ніж у інших видів, слух. Але вони мають дуже хорошу («фотографічну») пам'ять, а також стійкі до гіпнотичного та психологічного впливу, у тому числі до вулканського «злиття розумів». Окрім цього, кардасіанці можуть схрещуватися, та мати плодюче потомство, із багатьма розумними расами, а після окупації Баджора на планеті залишилась значна кількість дітей, які були наслідками міжвидових статевих контактів кардасіанців і баджорців.

## Суспільство
Кардасіанці є досить давньою расою. Початково вони були дуже релігійною, філософською та високодуховною расою, яка також мала схильність до розвитку мистецтва. Проте на їх рідній планеті Кардасія Прайм вичерпались матеріальні ресурси. що призвело до суттєвої зміни у психології раси. Кардасіани стали на шлях міжзоряних завоювань, наслідком якого стало утворення в XIX столітті по земному літочисленні Кардасіанського Союзу (який часто називали Кардасіанською Імперією). Головним керівним органом Союзу стає Рада Детапа, тоді ж утворюється Центральне Командування — головна військова структура, та Обсидіановий Орден — служба безпеки та таємна поліція. У XXI столітті за земним літочисленням встановлюється Перша Кардасіанська Республіка, що призводить до нового розквіту на планеті літератури і мистецтва, проте вже в XXII столітті за земним літочисленням кардасіанці проводять масовану експансію до сусідніх світів для оволодіння новими матеріальними ресурсами, а вже в XXIII століття за земним літочисленням військова експансія призводить до нового виснаження матеріальних ресурсів планети, що призводить до того, що фактичну владу в свої руки бере Обсидіановий Орден, який контролює як військове командування, так і Раду Детапа. У 2328 році за земним літочисленням кардасіанці окупували Баджор — планету із давньою і розвинутою цивілізацією, та розпочали масовану експлуатацію природних ресурсів планети, яке супроводжувалось як повним виснаженням ресурсів планети, так і жорстокою експлуатацією баджорців, які були позбавлені будь-яких прав. Це призвело до початку партизанської війни на планеті, і в результаті цього, а також унаслідок дипломатичного тиску Об'єднаної Федерації Планет, за 41 рік. кардасіанці залишили Баджор. Окрім того, з початком експансії на сусідні планети, Кардасіанська Імперія мала серйозні військові конфлікти з Об'єднаною Федерацією Планет і Клінгонською Імперією. Після відкриття Баджорської Червоточини та перших контактів з Домініоном кардасіанці початково виступили проти Домініону, та організували разом із ромуланцями та клінгонами спільну операцію проти Домініону. Проте ця операція провалилась, що фактично стало кінцем правління в Кардасіанській імперії Обсидіанового Ордену, а пізніше й переходу кардасіанців на бік Домінініону.
Кардасіанці є дуже мілітаризованим, ієрархічним та досить ксенофобським суспільством. Велике значення у суспільстві посідають військові, для кардасіанців також характерні ідеї колективізму та відсутність у їх ідеології цінності окремої особи. Проте в кардасіанців розвинуте поняття важливості сім'ї, а сімейні цінності є одним із найважливіших устоїв суспільства, подружні зради в кардасіанців засуджуються, а ті, хто це допустив. втрачають роботі й повагу в суспільстві. Також для кардасіанців важливою є відданість своїй батьківщині. Кардасіанці вважаються хорошими воїнами, і це визнають їх супротивники, зокрема клінгони. Кардасіанці вважають себе більш просунутою технологічно і більш дисциплінованою расою. Вони мають добре розвинуту систему освіти, як наукової, так і патріотичної, і вважають свою систему освіти найкращою в Альфа-Квадранті. Кардасіанське суспільство є досить патріархальним, і в ньому є посади, які повинні займати виключно чоловіки — військові та політичні, жінки в кардасіанському суспільстві займаються наукою, медициною та технікою. хоча можуть бути і виключення. У правосудді в кардасіанців панує презумпція вини, тобто особа, яка звинувачена в будь-якому злочині, апріорі є винною, та їй відразу виноситься вирок.
Збройні сили Кардасіанської Імперії добре організовані та озброєні, та мають великий авторитет у суспільстві. Керує збройними силами Центральне Командування. Вони складаються з 12 Орденів, серед яких можна відзначити Перший Орден, бійці якого візначались своїм фанатизмом, девізом яких було «Смерть усім!», які стали ядром повстання кардасіанців проти влади Домініону, а також П'ятий Орден, в якому служили шифрувальники, коди яких було дуже важко розгадати. Серед офіцерських звань кардасіанських збройних сил були: гіл — молодший офіцер, глінн — штатний офіцер, гал — командний офіцер, якому може підпорядковуватися як космічний корабель, так і військовий орден чисельністю до півмільйона військовослужбовців. Найвищим військовим званням було легат, яке відповідало званню адмірала Зоряного флоту, проте це звання було більш політичним, оскільки вся повнота влади в Кардасіанському Союзі формально належала військовим.
Таємна поліція Кардасіанського Союзу називалась Обсидіановий Орден. За майже п'ятисотрічну історію цього Ордену він проник у всі сфери кардасіанського суспільства, й кожен громадянин Кардасії, включно із найвищими військовими чинами, боялись потрапити під пильне око його агентів. Обсидіановий Орден вважався однією із найсерйозніших спецслужб Альфа-квадранту. Формально Обсидіановий Орден опікувався внутрішньою безпекою Кардасіанської Імперії, розвідкою та контррозвідкою, проте фактично він контролював і вище військове командування кардасіанських збройних сил, а також і проведення військових операцій. Проте після невдалої операції проти Домініона, коли загинуло майже все вище керівництво Ордена, вплив таємної поліції значно впав, і Рада Детапа усунула Орден від влади.

## Планети Союзу та головна планетна система
Кардасіанці населяють Кардасіанську Імперію (яку також називають Кардасіанський Союз), до якої входить близько 40 планет (за іншими даними 32 планети).Головною планетою Кардасіанської Імперії є Кардасія Прайм, яка є місцем зародження кардасіанської цивілізації. Це шоста планета місцевого світила, досить віддалена від зірки, тому навіть удень на планеті спостерігаються сутінки. Проте на планеті спостерігаються вологий і спекотний клімат. Столиця планети і головне місто Кардасіанського Союзу — місто Лакат. Після виходу кардасіанців із союзу з Домініоном та повстання їх військових частин проти його влади Лакат та інші великі міста планети дуже постраждали від атомних бомбардувань Домініону, при цьому загинуло багато мирних жителів.